# 瑞穂運動場西駅
瑞穂運動場西駅（みずほうんどうじょうにしえき）は、愛知県名古屋市瑞穂区瑞穂通5丁目にある、名古屋市営地下鉄桜通線の駅である。駅番号はS13。両隣の駅に近く、当駅で連絡する名古屋市営バスも金山駅などの大きな駅まで直通しているため、利用者はそれほど多くない。しかし瑞穂運動場東駅が開業するまで瑞穂陸上競技場でサッカーの試合があるときなどは非常ににぎわっていた。

## 歴史
- 1994年（平成6年）3月30日：瑞穂運動場駅として開業[2]。
- 2004年（平成16年）10月6日：名城線瑞穂運動場東駅開業に伴い、識別のため瑞穂運動場西駅に改称[3]。
- 2011年（平成23年）6月25日：可動式ホーム柵使用開始。

## 駅構造
島式1面2線のホームを持つ地下駅で、可動式ホーム柵が設置されている。アクセントカラーはオレンジレッド。ホームは20m車8両編成まで対応している。改札口は1ヶ所で、出入口は5ヶ所ある。改札外のエレベーターは1番出入口につながっている。
当駅は、桜通線駅務区今池管区駅が管轄している。

### のりば
| ホーム | 路線   | 行先                     |
| ------ | ------ | ------------------------ |
| 1      | 桜通線 | 新瑞橋・徳重方面         |
| 2      | 桜通線 | 今池・名古屋・太閤通方面 |

## 駅周辺
駅は名古屋環状線と山手グリーンロードが交差する瑞穂運動場西交差点の地下にある。

### 周辺の施設
- 名古屋市瑞穂公園（パロマ瑞穂スポーツパーク）
- 名古屋市瑞穂文化小劇場
  - 名古屋市瑞穂図書館
- 津賀田神社
- 瑞穂郵便局
- 瀬戸信用金庫瑞穂通支店
- 名古屋市立豊岡小学校
- 名古屋市立瑞穂小学校
- 名古屋市立津賀田中学校
- 環状線（名古屋市道名古屋環状線）
- 山手グリーンロード

### バス路線
最寄り停留所は、駅名と同じく瑞穂運動場西となる。以下の路線が乗り入れ、名古屋市交通局により運行されている。当停留所は、地下鉄桜通線開業前は「瑞穂通6丁目」、地下鉄開業後から駅名改称までは「地下鉄瑞穂運動場」という停留所名であった。
- 金山15：金山行、瑞穂運動場東行
- 神宮11：名鉄神宮前行、島田一ツ山行、相生山住宅行
- 瑞穂巡回：新瑞橋行

## 隣の駅
名古屋市営地下鉄
 桜通線
瑞穂区役所駅 (S12) - 瑞穂運動場西駅 (S13) - 新瑞橋駅 (S14)